# Wijken en buurten in Oegstgeest
De Nederlandse gemeente Oegstgeest is voor statistische doeleinden onderverdeeld in wijken en buurten. De gemeente is verdeeld in de volgende statistische wijken:
- Wijk 00 Oegstgeest (CBS-wijkcode:057900)

Een statistische wijk kan bestaan uit meerdere buurten. Onderstaande tabel geeft de buurtindeling met kentallen volgens het Centraal Bureau voor de Statistiek (2008):
| CBS-buurtcode | Buurtnaam                     | Inwonertal | Opp. totaal (ha) | Opp. land (ha) | Ligging                |
| ------------- | ----------------------------- | ---------- | ---------------- | -------------- | ---------------------- |
| BU05790001    | Rhijngeest                    | 290        | 72               | 71             | Locatie in de gemeente |
| BU05790002    | Rijnfront en Nieuw-Rhijngeest | 690        | 110              | 103            | Locatie in de gemeente |
| BU05790003    | Buitengebied                  | 40         | 130              | 101            | Locatie in de gemeente |
| BU05790011    | Oranje Nassau                 | 4240       | 72               | 72             | Locatie in de gemeente |
| BU05790012    | Oudenhof                      | 2430       | 98               | 92             | Locatie in de gemeente |
| BU05790013    | Bloemenbuurt                  | 2500       | 33               | 32             | Locatie in de gemeente |
| BU05790014    | Voscuyl                       | 2730       | 77               | 77             | Locatie in de gemeente |
| BU05790015    | Buitenlust                    | 800        | 32               | 32             | Locatie in de gemeente |
| BU05790021    | Haaswijk-West                 | 2120       | 28               | 28             | Locatie in de gemeente |
| BU05790022    | Haaswijk-Oost                 | 3090       | 58               | 53             | Locatie in de gemeente |
| BU05790023    | De Morsebel                   | 1390       | 26               | 24             | Locatie in de gemeente |
| BU05790024    | Poelgeest                     | 2040       | 38               | 36             | Locatie in de gemeente |